# NGC 7418A
NGC 7418A је спирална галаксија у сазвежђу Ждрал која се налази на NGC листи објеката дубоког неба.
Деклинација објекта је - 36° 46' 22" а ректасцензија 22h 56m 41,2s. Привидна величина (магнитуда) објекта NGC 7418 износи 13,1 а фотографска магнитуда 13,8. NGC 7418A је још познат и под ознакама ESO 406-27, MCG -6-50-11B, PGC 70075.